# Отрадное (район Москвы)
Отра́дное — район в Москве, расположенный в Северо-Восточном административном округе, а также соответствующее ему одноимённое внутригородское муниципальное образование.

## История
На территории современного района Отрадное располагалось несколько населённых пунктов, самым крупным из которых было село Владыкино. На север от Владыкина располагалась деревня Слободка, на восток от Слободки — деревня Козеево. Отрадное фигурирует на первом комплексном плане реконструкции Москвы, утверждённом 10 июля 1935 года постановлением ЦК ВКП(б) и СНК СССР № 1435 «О генеральном плане реконструкции города Москвы» (арх. В. Н. Семёнов и С. Е. Чернышёв). На нём планировалось внесение Отрадного в границы Москвы. Фактически же район будущего Отрадного был включён в состав Москвы после строительства МКАД в 1960 году.

### Современная история района
В 1974 году началась массовая застройка района многоэтажными домами, Отрадное стало типичным спальным районом. В 1975 году в связи со 150-летием восстания декабристов улицам Отрадного присвоены имена некоторых из них — Пестеля, Бестужевых, Якушкина. Центральная улица района — Улица Декабристов. Район делила железная дорога проходившая параллельно улице Декабристов от Института пути, что в Свиблове, до станции Бескудниково. Ветку демонтировали в конце 80-х годов в связи со строительством станции метро «Отрадное» и новых жилых домов на чётной стороне улицы Декабристов.
Последние деревянные частные дома бывшего села Владыкино, расположенные в начале Алтуфьевского шоссе на его нечётной стороне, были снесены (часть из них сгорела) в 1980 году, а на их месте были построены 12-этажные и 16-этажные панельные дома семейного общежития ГУВД Москвы. О несуществующем селе и его исчезнувших улицах напоминали автобусные остановки «Нововладыкино» и «Вычегодская улица», которые лишь в конце 80-х годов XX века были переименованы (соответственно, в "Гостиницу «Восход» и «Алтуфьевское шоссе, 12»).
На территории района на северном берегу Лихоборки располагалось учебное хозяйство и совхоз сельскохозяйственной академии имени К. А. Тимирязева «Отрадное», которое и дало имя району. Этот совхоз отмечен на «Карте окрестностей гор. Москвы» 1931 года. Южную часть будущего Отрадного занимал огромный яблоневый сад, принадлежавший совхозу. В начале 80-х годов XX века яблоневый сад был вырублен, а на его месте появились улицы Хачатуряна, Каргопольская и Санникова, где были построены многоэтажные панельные дома. Последние деревья яблоневого сада можно ещё встретить и сегодня в некоторых дворах на ул. Отрадной и ул. Хачатуряна, в начале ул. Декабристов и около территории МИТа. Сохранились частично тополёвые аллеи, служившие границами сада. В районе Сигнального проезда находилось учебно-опытное хозяйство «Отрадное».
Для обслуживания малообеспеченных категорий населения в районе работают Центр социального обслуживания населения «Отрадное», Муниципальное управление социальной защиты населения.
По численности населения район занимает четвёртое место в Москве. Отрадное в рамках сохранения традиций русской культуры поддерживает и развивает связь с городом-побратимом Каргополем Архангельской области, принимает творческие коллективы области, организовывает выставки художников — мастеров народных промыслов. На территории района на Каргопольской улице мастерами деревянного зодчества возведён деревянный храм Святителя Николая.
Согласно данным «Гринпис», жители района Отрадное подвергаются вредному воздействию выбросов мусоросжигательного завода (спецзавода № 2), расположенного на Алтуфьевском шоссе, 33а, на границе с районом. Между тем действовавший мэр Москвы Юрий Лужков заверял, что столичные мусоросжигающие заводы вполне безопасны для людей.
В районе построены две станции метро («Отрадное» и «Владыкино»), стадион, пять фонтанов.

## Население
| 2002     | 2010     | 2012     | 2013     | 2014     | 2015     | 2016     |
| -------- | -------- | -------- | -------- | -------- | -------- | -------- |
| 168 972  | ↗175 537 | ↗177 928 | ↗179 839 | ↗181 924 | ↗182 527 | ↗183 805 |
| 2017     | 2018     | 2019     | 2020     | 2021     | 2023     | 2024     |
| ↗183 921 | ↗185 171 | ↗185 488 | ↗185 745 | ↗187 498 | ↗187 728 | ↗187 737 |

### Национальный состав
По итогам переписи населения 2020 года, проживали следующие национальности (национальности менее 0,1 % и другое — см. в сноске к строке «Другие»):
| Национальность | Численность, чел. | Доля     |
| -------------- | ----------------- | -------- |
| Русские        | 138 782           | 74,02 %  |
| Татары         | 1015              | 0,54 %   |
| Украинцы       | 831               | 0,44 %   |
| Армяне         | 639               | 0,34 %   |
| Азербайджанцы  | 429               | 0,23 %   |
| Грузины        | 241               | 0,13 %   |
| Евреи          | 233               | 0,12 %   |
| Белорусы       | 220               | 0,12 %   |
| Другие         | 45 108            | 24,06 %  |
| Итого          | 187 498           | 100,00 % |

## Герб
Гербовая эмблема района утверждена распоряжением префекта № 1331 от 29 июня 2000 года.
Геральдическое описание герба:

В лазоревом поле — золотая летящая косвенно вправо с воздетыми крыльями райская птица, имеющая серебряные хохолок, глаза и маховые перья на крыльях, на груди три ряда через один таковые же перья, а крайние перья хвоста — лировидные.

Объяснение:

Райская птица, по легенде приносящая людям отраду, символизирует заботу о воспитании детей, стремление к счастью, процветанию и благополучию жителей района, что отражает его название.

## Парки, скверы и пешеходные зоны
В Отрадном располагается несколько зелёных зон: парки «Отрада» и «Чермянка», сквер «Отрадное», сквер вдоль улиц Декабристов, Пестеля и Бестужевых, а также пешеходная зона вдоль Северного бульвара.

### Парк «Отрада»
Парк был разбит в 2005 году вдоль берегов реки Лихоборки по Нововладыкинскому проезду и занял площадь в 1,2 га. Его отличительная черта — органичное размещение инфраструктуры в природной среде. В парке обустроили набережную с прогулочными дорожками с деревянным настилом, а также мостики и спуски к реке. Была оборудована воркаут-площадка с турниками и установлены скамейки и беседки. В парке разместили два арт-объекта: скульптуру, изображающую молодожёнов, и арку «Лихоборские ворота». Последняя выполнена из орешника в стиле лэнд-арт художником Николаем Полисским совместно с мастерами из Никола-Ленивца и архитектором парка Галиной Лихтеровой. В северной части «Отрады» располагается комплекс российских традиционных религий, в который входит православная церковь и часовня, суннитская и шиитская мечети, иудейская синагога и буддийский храмовый комплекс. В 2017 году в парке прошло благоустройство — были дополнительно обустроены две детские площадки (одна из которых для детей с ограниченными возможностями здоровья) и одна воркаут-площадка с тренажёрами для маломобильных посетителей. Дорожки парка были выложены плиткой. Кроме того, по просьбам жителей было демонтировано несколько беседок, где шумные компании устраивали шашлыки.

### Парк «Чермянка» (в составе суперпарка «Яуза»)
Территорию парка «Чермянка» Отрадное делит с районом Южное Медведково — граница районов проходит по реке Чермянка, километровый участок которой протекает на территории зелёной зоны. Парк открыт в 2011 году. Он является частью территории регионального значения "Памятник природы «Долина реки Чермянки от проезда Дежнева до устья». Здесь встречаются животные и растения из Красной книги города Москвы. В 2014 году в парке установлены арт-объекты, созданные художником из Никола-Ленивца Николаем Полисским и архитектором парка Галиной Лихтеровой, которые представляют собой конструкции из обвитой лозой металлической арматуры на деревянных сваях, напоминающие славянские рыболовные снасти — верши. В 2021 году часть парка от проезда Дежнева вниз вдоль Юрловского проезда была благоустроена. Здесь есть скейт-парк, поля для футбола и мини-футбола, теннисные корты, площадка для стритбола, воркауты и детские площадки в экотематике — с элементами песка и дерева.

### Сквер «Отрадное»
Изначально на этой территории располагались яблоневые сады совхоза сельскохозяйственной академии имени К. А. Тимирязева «Отрадное». В 1980-е годы во время массовой жилой застройки района между проложенными здесь новыми улицами Хачатуряна и Санникова был обустроен парк. До 1991 года он носил имя революционера Сергея Кирова — здесь стоял памятный бюст в его честь, который впоследствии снесли. Долгие годы парк оставался обычной зелёной зоной, связывающей жилые кварталы района со станцией метро «Отрадное». В 2018 году здесь прошло комплексное благоустройство. На территории есть три детские площадки с игровыми комплексами в стиле авиации и космонавтики. В спортивную зону входит баскетбольная и волейбольная площадки, памп-трек площадью 390 м² (в 2021 году ликвидирован), площадка для игры в футбол, и две воркаут-зоны с турниками, тренажёрами и столами для настольного тенниса с навесами от непогоды. В парке расположена сцена для выступлений с танцполом — последний выложен чёрной и белой плиткой в виде клавиш пианино. Вдоль главной аллеи парка, Аллеи славы, размещены стенды с портретами ветеранов Отрадного. Здесь же находится памятная стела «Журавли нашей памяти», установленная в честь героев района, павших в вооружённых конфликтах. Для спокойного отдыха на территории также есть зона с шезлонгами.
В 2021 году в южной части парка была построена фестивальная площадка в индийском стиле. Тут находится круглогодичная продуктовая ярмарка, скейт-парк с пунктом проката (зимой на его месте заливают каток), круглая карусель, декоративные арки, беседки и прогулочные дорожки с садами.

### Сквер на пересечении улиц Декабристов, Пестеля и Бестужевых
Сквер состоит из шести зон отдыха. В 2019 году было открыто три его участка. На участке у дома 29 по улице Декабристов находится детская площадка с игровым комплексом в виде большой пирамиды. У домов 1 и 9 на улице Пестеля есть тарзанка и памп-трек. Здесь же располагаются пространства для тихого отдыха с лавочками со встроенными клумбами и перголами, а также лавочками-качелями. Между домами 14 и 16 на улице Бестужевых расположена ещё одна детская площадка и скамейки волнистой формы. На всём сквере работает система видеонаблюдения. Оставшиеся три территории прогулочной зоны были открыты в 2020 году по адресам: Алтуфьевское шоссе, дом 40А; улица Декабристов, дом 1; улица Декабристов, дом 11. У дома 11 в сквере находится скульптура «Лукоморье» по мотивам поэмы А. С. Пушкина «Руслан и Людмила».

### Пешеходная зона вдоль Северного бульвара
Северный бульвар протянулся от улицы Декабристов до Юрловского проезда. Его прогулочный участок начинается от домов 6 и 9А по направлению к Юрловскому проезду. На зелёном островке располагаются детские площадки, скамейки, некоторые из которых имеют навесы от солнца, а также две скульптурные композиции. Скульптурная группа «Семья оленей» находится между домами 12 и 19 на бульваре и состоит из трёх фигур — самца, самки и их детёныша. На пересечении Северного бульвара и Юрловского проезда установлена стела с названием района, которую венчает фигура райской птицы — символа Отрадного.

## Образование и культура
В районе находятся одно высшее учебное заведение, 22 общеобразовательных школы и 25 детских дошкольных учреждений.
Работают детская музыкальная школа им. А. Т. Гречанинова (Московская школа искусств), музыкально-эстетический центр «Аллегро», детско-юношеский центр «Отрадное», «Удивительная театральная студия», детско-юношеский клуб спортивного карате «Маяк» и Ледовый дворец «Синяя птица».
В 1992 году в Отрадном было открыто первое в Москве рок-кафе, которое стало центром музыкальной жизни города. Трансляции концертов оттуда проходили по центральному телевидению в «Программе А». После убийства одного из основателей кафе, басиста группы «Монгол Шуудан» Алексея Полякова кафе было закрыто.

## Религия
Самое старое культовое сооружение в районе — Храм Рождества Пресвятой Богородицы во Владыкине. Также построены ряд деревянных православных храмов. Кроме того, в районе действует ряд храмов традиционных конфессий, объединённых в комплекс «Малый Иерусалим», расположенный в долине реки Лихоборки:
- Татарская суннитская мечеть «Ярдям» и азербайджанская шиитская мечеть «Инам». Строительство мечети «Ярдям» началось осенью 1996 года по инициативе и за счёт Благотворительного фонда развития татарского духовного наследия «Хиляль», религиозного объединения мусульман «Ярдям» и частных лиц. Её открытие состоялось в сентябре 1997 года[44]. Архитектура мечети, построенной из красного кирпича — с двумя минаретами, напоминает стиль мечетей Средней Азии[45]. По состоянию на март 2009 года это одна из четырёх московских мечетей[46]. Название мечети «Ярдям» в переводе с татарского означает «помощь».
- Православный храм святого Николая Мирликийского и часовня святого великомученика Пантелеимона-целителя.
- Синагога «Даркей Шалом».
- Буддийская Пагода рая с молитвенным барабаном (Кюрде).
- Строится буддийский храм[47].

## Транспорт

### Внеуличный транспорт

#### Станцииметро
- Отрадное
- Владыкино
- Окружная

#### СтанцииМосковского центрального кольца
- Окружная
- Владыкино

#### Железнодорожные станции и платформы
По территории района ранее проходила Бескудниковская железнодорожная ветка. Имелись платформы «Слободка» и «Отрадное» (одно время бывшая также станцией).
- Бескудниково
- Дегунино
- Окружная
- Петровско-Разумовская
- Петровско-Разумовская

### Наземный транспорт

#### Автобусы
- 23:  Тимирязевская —  Фонвизинская —  Отрадное — ЖК «Юрлово»
- 71:  Ботанический сад —  Отрадное —  Медведково — Осташковская улица
- 598: Юрловский проезд —  Отрадное —  Алтуфьево —  Лианозово
- 124: Микрорайон 4 «Д» Отрадного —  Отрадное —  Бабушкинская — Станция Лосиноостровская
- 134:  Ботанический сад — Юрловский проезд
- 238:  Окружная —  Владыкино —  Отрадное —  Бабушкинская — Станция Лосиноостровская
- 238к: Микрорайон 4 «Д» Отрадного —  Отрадное —  Бабушкинская — Станция Лосиноостровская
- 525:  Владыкино —  Алтуфьево — Улица Корнейчука
- 282:  Войковская —  Петровско-Разумовская —  Окружная —  Бибирево — Улица Корнейчука
- 380:  Дегунино —  Отрадное —  Свиблово
- 571: Микрорайон 4 «Д» Отрадного —  Отрадное —  Бескудниково —  Алтуфьево —  Лианозово — Платформа Грачёвская
- 603: Платформа Яуза —  Ботанический сад — Юрловский проезд
- 605: Юрловский проезд —  Отрадное —  Бабушкинская — Платформа Лось
- 628: Ясный проезд —  Свиблово —  Ботанический сад —  Отрадное
- С6:  Отрадное — Юрловский проезд

#### Электробусы
- т73:  ВДНХ —  Улица Академика Королёва —  Телецентр —  Алтуфьево — 6-й микрорайон Бибирева
- 33: Рижский вокзал —  Алексеевская —  ВДНХ —  Владыкино
- 503:  Владыкино —  Бибирево —  Лианозово —  Алтуфьево — Улица Корнейчука
- 154:  ВДНХ —  Владыкино —  Окружная —  Верхние Лихоборы — Платформа Грачёвская
- 353:  Владыкино —  Бескудниково —  Бибирево —  Медведково — Осташковская улица
- 637:  Владыкино —  Отрадное —  Бескудниково —  Бибирево
- 803:  ВДНХ —  Отрадное —  Бескудниково
- м54:  Верхние Лихоборы —  Отрадное —  Бабушкинская — Станция Лосиноостровская
- н9:  Китай-город —  ВДНХ —  Улица Академика Королёва —  Телецентр —  Отрадное —  Бибирево —  Алтуфьево — 6-й микрорайон Бибирева

### Автомобильные дороги
Сегодня важнейшими транспортными артериями района являются Алтуфьевское шоссе, пересекающее район с юга на север, улица Хачатуряна и Северный бульвар, пересекающие район с юго-запада на северо-восток, и улица Декабристов, пересекающая район с северо-запада на юго-восток.
На юге района вдоль малого кольца МЖД проходит Сигнальный проезд, дублируемый по другую сторону железной дороги в районе Марфино Станционной улицей. Они имеют съезды на городские автомагистрали — Северо-Западную и Северо-Восточную хорды (Московский скоростной диаметр).